# Issett Lake
Issett Lake – jezioro w prowincji Manitoba w Kanadzie, położone na południe od Jeziora Indiańskiego Południowego.
W 1976 roku w ramach projektu Churchill River Diversion (części Nelson River Hydroelectric Project) wybudowano kanał o długości 9 km, łączący zatokę South Bay Jeziora Indiańskiego Południowego z Issett Lake. Kanałem tym poprowadzono znaczną część wód rzeki Churchill do Rat River i dalej przez Burntwood River do Nelson River, w celu wzmocnienia potencjału hydroenergetycznego tej ostatniej. W wyniku tej operacji poziom lustra wody w Issett Lake wzrósł o ponad 7 metrów.
Na jeziorze znajdują się dwie duże zatoki: Wasiske Bay w części północno-zachodniej oraz Nisku Bay w południowo-zachodniej.